# كي (إلهة سومرية)
كي إلهة أرضية في الأساطير السومرية، القرين الرئيسي لإله السماء. في بعض الأساطير، كان كل من كي وآن أخًا وأخت، كونهما نسل «أنشار» («محور السماء») و «كيشار» («محور الأرض»)، والشخصان الأقدمان من السماء والأرض.
من خلال زوجها آنو، أنجبت كي الأنوناكي، وأبرز هؤلاء الآلهة هو إنليل، إله الهواء. وفقاً للأساطير، كانت السماء والأرض لا تنفصلان حتى ولد إنليل؛ شق إنليل السماء والأرض في قسمين. جنة محمولة. أخذت كي الأرض، بالتعاون مع إنليل.
وتتساءل بعض السلطات عما إذا كانت كي تعتبر آلهة لأنه لا يوجد دليل على وجود عبادة ولا يظهر الاسم إلا في عدد محدود من نصوص الإنشاء السومرية. صموئيل نوح كرامر يميز كي مع الإلهة الأم السومرية ننهورساج ويدعي بأنها كانت في الأصل نفس الشخصية.
وتطورت لاحقاً إلى الآلهة البابلية والاكدية أنتو، قرين الأله آنو (من السومرية آن).

## العلامة المسمارية
المسمارية كي (بورجر 2003 nr. 737; U+121A0 𒆠) هو علامة على «الأرض». تتم قراءة أيضاً كـ غي5, غوني (=كي.NE) «الموقد», كراس (=كي.كال.باد) «معسكر، الجيش», كسلة (=كي.أد) «دراسة للأرض» أو steath ، سور7 (=كي.غاغ).
في الإملاء الأكادي، وهي بمثابة قدير على الأسماء والقيم المقطعية غي, قي.